# Левит, Владимир Семёнович
Владимир Семёнович Левит (1883—1961) — русский и советский хирург, генерал-майор медицинской службы (1943), заслуженный деятель науки РСФСР (1936). Автор около 120 научных работ по различным вопросам хирургии.

## Биография
Родился 4 июня 1883 года[по какому календарю?] в селе Талалаевка Полтавского уезда Полтавской губернии в еврейской семье.
В 1901 году окончил гимназию в городе Прилуки, и поступил на медицинский факультет Кенигсбергского университета, который окончил в 1906 году. В этом же году, выдержав экзамены на медицинском факультете Харьковского университета, получил звание лекаря.
Работать начал в Ардатовском земстве Симбирской губернии — сначала разъездным врачом, затем стал штатным врачом Ардатовской больницы. В 1914 году в Казанском университете Левит защитил докторскую диссертацию на тему «К вопросу о раке желудка и паллиативных операциях на нем» и в 1915 году он был назначен заведующим хирургическим отделением Симбирской губернской больницы. В 1919 году — избран приват-доцентом факультетской хирургической клиники Томского университета. С 1922 года Владимир Семёнович работал в Иркутском государственном университете— сначала приват-доцентом, а затем — профессором и заведующим кафедрой хирургической клиники. До 1926 года был деканом медицинского факультета университета. Был участником Всероссийских съездов хирургов в 1924 и 1925 годах, где выступал с докладами. Также был организатором и участником Первого съезда врачей Восточной Сибири.
В 1926 году В. С. Левит вернулся в Москву, был избран на должность заведующего кафедрой госпитальной хирургии медицинского факультета 2-го Московского университета (в 1930 году преобразован во Второй Московский медицинский институт), которую возглавлял в течение многих лет. В предвоенные годы преподавал военно-полевую хирургию на военном факультете Второго Московского медицинского института. Был участником 22-го (1932), 23-го (1935) и 24-го (1938) съезда хирургов. В 1935 году был делегатом 10-го Международного съезда хирургов в Каире.
Во время Советско-финской войны выезжал в госпиталь города Пушкин, где проводил обходы и консультации по вопросам военно-полевой хирургии. Во годы Великой Отечественной войны Владимир Левит был главным хирургом Московского военного округа, а с 1942 года — первым заместителем главного хирурга Красной Армии, проводил организационную работу по хирургическому обеспечению войск, выезжал в районы боевых действий. Был заместителем Н. Н. Бурденко и оказывал помощь в руководстве работой советских хирургов в годы войны.
После войны, с 1950 года, работал главным хирургом Центрального военного госпиталя им. П. В. Мандрыки. В 1956 году участвовал в работе 16-го Международного конгресса хирургов в Копенгагене.
Находясь на пенсии, жил в Москве. Умер 29 июня 1961 года в Москве.

## Награды
- Был награждён орденом Ленина, двумя орденами Красного Знамени, орденами Отечественной войны 2-й степени, Красной Звезды и Трудового Красного Знамени, а также многими медалями.